# Alfredo Chinchilla
Alfredo José Chinchilla (ur. 2 marca 1962 w San José) – norweski judoka. Olimpijczyk z Los Angeles 1984, gdzie zajął czternaste miejsce w wadze półlekkiej.
Uczestnik mistrzostw świata w 1987. Startował w Pucharze Świata w 1993. Czterokrotny medalista  mistrzostw nordyckich. Trzeci na akademickich MŚ w 1984 roku. Zdobył dziewięć tytułów mistrza kraju.

## Letnie Igrzyska Olimpijskie 1984
| Konkurencja | Eliminacje          | Eliminacje            | Klas. końcowa |
| Konkurencja | Przeciwnik I        | Przeciwnik II         | Miejsce       |
| ----------- | ------------------- | --------------------- | ------------- |
| 65 kg       | Craig Agena (USA) Z | Lucas Chanson (SUI) P | 14.           |